# Les Règles de l'art
Ne doit pas être confondu avec Les Règles de l'art (film).
Les Règles de l’art. Genèse et structure du champ littéraire est un livre du sociologue français Pierre Bourdieu paru en 1992.